# Пакула, Алан
Алан Джей Паку́ла (англ. Alan J. Pakula; 7 апреля 1928 — 19 ноября 1998) — американский кинорежиссёр, продюсер, драматург.

## Биография
Алан Пакула родился 7 апреля 1928 года в Нью-Йорке. Его родители, которые были еврейскими эмигрантами из Польши, держали типографию. После школы Алан Пакула поступил в Йельский университет, после окончания которого намеревался продолжить семейный бизнес, но уже в 20 лет вошёл в мир кино, начиная на студии «Warner Brothers» ассистентом продюсера в анимационном кино. В 35 лет он женился на актрисе Хоуп Лэнг, с которой прожил восемь лет. Второй брак с Ханной Кан Бурстин был более продолжительным и прервался трагической смертью Пакулы. 18 ноября 1998 года он погиб в результате дорожной аварии.

## Творчество
Работал с кинокомпаниями «Warner Brothers», а позже «Paramount Pictures».
В 1957 г. начал работать продюсером, первый фильм «Страх выходит». В течение 8 лет Пакула сотрудничает с режиссёром Робертом Маллигэном, высшим достижением их творческого дуэта стал фильм «Убить пересмешника» (номинации на Оскар).
Как режиссёр Пакула снял за 30 неполных лет 16 картин. Две из них выдвигались на «Оскар». В числе освоенных жанров — политический триллер, драма, и даже психологический триллер с элементами саспенса, например «Любовник из снов», разруганный критиками, но получивший престижный жанровый приз Международного фестиваля фантастического кино в Авориазе.
Коммерчески успешным был предпоследний проект Пакулы по экранизации бестселлера Джона Гришэма «Дело о пеликанах» с Джулией Робертс в главной роли. Джейн Фонда в «Клюте» и Мерил Стрип в «Выборе Софи», благодаря сотрудничеству с Пакулой, стали лауреатами премии «Оскар» за исполнение женских ролей. Грегори Пек стал оскароносцем в его продюсерском фильме «Убить пересмешника», а Джейсон Робардс — за роль второго плана в режиссёрской ленте «Вся президентская рать».

## Признание и награды
- 1986 — Кинофестиваль в Авориазе — Гран-при за фильм «Любовник из снов»)
- 1982 — номинация на Оскар «Выбор Софи» (лучший адаптированный сценарий)
- 1976 — Премия Ассоциации кинокритиков Нью-Йорка «Вся президентская рать» (лучший режиссёр)
- 1976 — номинация на Оскар «Вся президентская рать» (лучший режиссёр)
- 1975 — Кинофестиваль в Авориазе — приз критики за фильм «Заговор „Параллакс“»
- 1962 — номинация на Оскар «Убить пересмешника» (как лучший фильм года).

## Фильмография
| Год  | На русском                      | На языке оригинала                     | Кем                                 |
| 1957 | Страх выходит                   | Fear Strikes Out                       | продюсер                            |
| 1962 | Убить пересмешника              | To Kill a Mockingbird                  | продюсер                            |
| 1965 | Малыш, дождь должен пойти       | Baby the Rain Must Fall                | продюсер                            |
| 1965 | Внутренний мир Дэйзи Кловер     | Inside Daisy Clover                    | продюсер                            |
| 1967 | Вверх по лестнице, ведущей вниз | Up the Down Staircase                  | продюсер                            |
| 1968 | По следам луны                  | Stalking Moon, The                     | продюсер                            |
| 1969 | Бесплодная кукушка              | Sterile Cuckoo, The                    | режиссёр, продюсер                  |
| 1971 | Клют                            | Klute                                  | режиссёр, продюсер                  |
| 1973 | Любовь и боль и прочая ерунда   | Love and Pain and the Whole Damn Thing | режиссёр, продюсер                  |
| 1974 | Заговор «Параллакс»             | Parallax View, The                     | режиссёр, продюсер                  |
| 1976 | Вся президентская рать          | All the President’s Men                | режиссёр, продюсер                  |
| 1978 | Приближается всадник            | Comes a Horseman                       | режиссёр                            |
| 1979 | Начать сначала                  | Starting Over                          | режиссёр, продюсер                  |
| 1981 | Вся эта дребедень               | Rollover                               | режиссёр                            |
| 1982 | Выбор Софи                      | Sophie’s Choice                        | режиссёр, продюсер, автор сценария  |
| 1987 | Сироты                          | Orphans                                | режиссёр, продюсер,                 |
| 1989 | Увидимся утром                  | See You in the Morning                 | режиссёр, продюсер, автор сценария  |
| 1990 | Презумпция невиновности         | Presumed Innocent                      | режиссёр, продюсер, автор сценария  |
| 1992 | По взаимному согласию           | Consenting Adults                      | режиссёр, продюсер и автор сценария |
| 1993 | Дело о пеликанах                | Pelican Brief, The                     | режиссёр и продюсер                 |
| 1997 | Собственность дьявола           | Devil’s Own, The                       | режиссёр                            |